# Crevarska Strana
Crevarska Strana is een plaats in de gemeente Gvozd in de Kroatische provincie Sisak-Moslavina. De plaats telt 262 inwoners (2001).